# Josh Segarra
Josh Segarra (sinh ngày 3/6/1986) là nam diễn viên người Mỹ. Anh được biết đến qua các bộ phim truyền hình như The Electric Company, Sirens hay Arrow.

## Thời thơ ấu
Segarra sinh năm 1986 tại Longwood, Florida trong một gia đình gốc Puerto Rico. Bản thân anh có thể giao tiếp thông thạo tiếng Tây Ban Nha. Anh từng theo học và tốt nghiệp trường Sân khấu Nghệ thuật Tisch của Đại học New York.

## Sự nghiệp
Trong khoảng thời gian từ năm 2009–2011, Segarra thủ vai chính Hector Ruiz của sê-ri phim truyền hình The Electric Company (đài PBS Kids Go). Sau đó anh tham gia trong vở nhạc kịch Lysistrata Jones với vai Mick.
Tháng 7 năm 2021, anh tham gia vào sê-ri phim siêu anh hùng Marvel "She-Hulk: Attorney at Law".

## Đời tư
Segarra kết hôn với người yêu lâu năm là Brace Rice vào ngày 17/10/2014. Cặp đôi sinh được một con trai đầu lòng vào ngày 30/9/2016. Ngày 8/1/2020, anh có thêm một con trai thứ hai.